# Parc national des Îles-de-la-Baie-Georgienne
Le parc national des Îles-de-la-Baie-Georgienne est un parc national du Canada située en Ontario. Ce parc fait partie depuis 2004 de la réserve de biosphère de la Baie Georgienne.
Le parc est constitué de 59 îles des Trente Mille Îles, n'est accessible qu'en bateau. La plus grande est l'île Beausoleil.

## Géographie
Le parc de 25,64 km2 est situé au sud-est de la baie Georgienne.